# Abarat – Varázsórák, véres éjek
Az Abarat – Varázsórák, véres éjek (Abarat – Days of Magic, Nights of War) 2004-ben megjelent ifjúsági fantasy regény Clive Barker tollából. A regény az Abarat könyvei című ciklus második kötete, az Abarat közvetlen folytatása. A kötet logója egy ambigramma, az eredeti borítót maga Barker festette. Folytatása az Abarat – Abszolút éjfél, valamint a még nem nem jelent Abarat: The Price of Dreams és az Abarat: Until The End of Time. A Varázsórák, véres éjek 2004-ben elnyerte a Bram Stoker-díjat, közösen Steve Burt Oddest Yet című írásával.
Magyarul 2009-ben jelent meg a Galaktika Fantasztikus Könyvek sorozat tagjaként, Maleczki B. Miklós fordításával.

## Cselekménye
|  | Alább a cselekmény részletei következnek! |

A cselekmény nagyjából ott folytatódik, ahol az első rész befejeződött. Haplatán Cuki és Malingó, a ficak a fejvadász Hulihán Ottó elől menekülnek szigetről szigetre, míg végül eljutnak Babilóniumig, a féktelen szórakozás szigetére. Eközben Kremátor Kristóf Mindenit piramisába látogat Vollal, a bogáremberrel és Mendelzon Alakkal, hogy maga mellé állíthassa a gyászdulók rovarszerű népét, és megkezdje az „abszolút éjfél” terv kiépítését. Mendelzont átadja a gyászdulóknak, akik felfalják.
Cuki kezdi felfedezni, hogy varázserővel rendelkezik. Varázslattal kiszabadít egy totemix nevű teremtményt, és elrepül vele Babilóniumról, magára hagyva ezzel Malingót, aki csatlakozik az éjfél elleni felkeléshez. A felkelők Finnegan Hobbot indulnak megmenteni, aki felesége haláláért a sárkányokat teszi felelőssé, és elhatározta, hogy kiírtja őket.
Cukit Léteó – Kremátor Kristóf gyíkbőrű szolgája – elfogja, és Ifritre viszi. Ott Diamanda varázslónő életét veszti egy küzdelemben, miközben Cukit védi. A nő Ideáton találkozik egykori férje szellemével, és eldöntik, hogy felhívják a közelgő veszélyre az ott lakók figyelmét. Sokan elhagyják Csirkevárat. Cuki találkozik Kremátorral, de a felkelőcsapat megmenti. Teljesítik kívánságát, és visszajuttatják Ideátra. De a gonosz varázsló és nagyanyja, Mánia Mutter egyesített flottája a nyomukban van, és velük együtt átjut Ideátra. A harc megkezdődik. Egész Csirkevárat elönti az ár.
Ordasmaró Kaszpar elfogja Cukit, és elárulja neki, hogy két lélek osztozkodik a testén. Az egyik Boa hercegnő, Finnegan Hobb elhunyt felesége. Kremátor – aki szerelmes volt a hercegnőbe – őrjöngeni kezd, amiért Mánia Mutter nem avatta be ebbe a titokba, pedig tudott róla. Összecsapnak, de a harcból Kremátor kerül ki vesztesen. Mutter hazatér seregével Abaratba, elfoglalja Gorgossziumot, unokája szigetét, és kivégezteti az összes szolgálóját. Cuki és barátai visszasodródnak Abaratra, így a lány megint búcsúzni kénytelen a családjától.
|  | Itt a vége a cselekmény részletezésének! |

## Magyarul
- Abarat. Varázsórák, véres éjek; ford. Maleczki B. Miklós; Metropolis Media, Bp., 2009 (Galaktika fantasztikus könyvek)